# Bennett Dome
Der Bennett Dome ist eine an einen Eisdom erinnernde Halbinsel von 460 m Höhe auf der westantarktischen Alexander-I.-Insel. Sie liegt auf der Südseite der Beethoven-Halbinsel und trennt das Weber Inlet vom Boccherini Inlet.
Der britische Geograph Derek Searle vom Falkland Islands Dependencies Survey kartierte sie 1960 anhand von Luftaufnahmen der US-amerikanischen Ronne Antarctic Research Expedition (1947–1948). Eine präzisere Ortsbestimmung nahm der United States Geological Survey mittels Luftaufnahmen der United States Navy aus den Jahren zwischen 1967 und 1968 sowie Landsataufnahmen von 1972 bis 1973 vor. Das Advisory Committee on Antarctic Names benannte die Halbinsel nach Joseph E. Bennett, Leiter der Sektion für polare Koorditantion und Information der Abteilung für das Polarprogramm der National Science Foundation von 1976 bis 1986.